# 阪神3601・3701形電車
阪神3601・3701形電車（はんしん3601・3701がたでんしゃ）は、阪神電気鉄道がかつて所有していた優等列車用の電車である。急行・特急といった優等列車運用が主体だったため、急行形車両に分類されることがある。
旧型車の置き換えと輸送力の増強を目的に1961年から1962年にかけて20両が製造された。1971年より冷房装置の設置と制御装置の電機子チョッパ制御への改造が実施され、電気ブレーキの撤去により7000番台の7601・7701形と改称されるが、本項では併せて紹介する。

## 経済的な昇圧即応車
1954年の3011形登場によって投入が開始された阪神の大型車は、1958年に製造された急行系の3301形・3501形24両と普通系「ジェットカー」の試作車である5001形（初代）以降、普通系「ジェットカー」の量産車5101形・5201形30両を1959年から1960年にかけて製造・運行開始したことにより、普通運用では旧性能の小型車と「ジェットカー」各形式とでは性能面での差が懸絶してしまったことから、残存していた601形を淘汰するとともに、1960年9月のダイヤ改正から昼間時の普通は1101系各形式からすべて「ジェットカー」での運行となった。
この時点では801, 831形や851, 861, 881形といった急行系の小型車は輸送力では劣るものの、運転面ではまだ大型車に追随できることから、大型車に伍して急行・準急運用に充当されていた。しかしながら輸送力の増強は緊急課題であり、同時に阪神の新設軌道各線は1968年に予定されている神戸高速鉄道への乗り入れおよび山陽電気鉄道との相互直通と、それに伴う架線電圧の直流600Vから1,500Vへの昇圧が控えていた。それまでに現存の小型車を置き換えて車両の大型化と輸送力の増強を図ることが求められていた。
従来のような全電動車方式での増備は製造コストがかかりすぎるという難点があったが、この時期になると小型軽量で大出力の主電動機の製造が可能となり、阪神においても急行系車両では電動車 (M) と付随車 (T) を混成したM - T編成でも十分対応が可能と分かったことから、阪神初の本格的な制御車 (Tc) を連結し、併せて1,500V昇圧に対応した3601・3701形を新造することとなった。

## 概要
1961年から1962年にかけて、制御電動車 (Mc) の3601形と制御車 (Tc) の3701形、2両編成10本が製造された。製造は20両全車が川崎車輛（現・川崎重工業車両カンパニー）である。
1967年の架線電圧1500V昇圧に備えた複電圧車であり、阪神では初めて全電動車を脱したMc-Tcの固定編成が採用された。また、駆動方式も3011形以来の直角カルダン駆動方式に代わり、中空軸平行カルダン方式が採用された。5231形は3601・3701形の普通車版となる。
形式はMc車が3601形、Tc車が3701形である。車両番号は、奇数車編成は大阪寄りがMc、神戸寄りがTcとなるが、偶数車編成は逆に大阪寄りがTc、神戸寄りがMcとなっていた。昇圧時には、奇数編成と偶数編成をMc車同士で連結させ、片方を「低圧車」、もう片方を「高圧車」として4両固定編成にする計画であった。

## 車体
車体は3301形・3501形同様、全長約18.8m、車体幅2.8mで裾部分もRのついたタイプで、側面窓配置はd1D22D22D2（d：乗務員扉、D：客用扉）、客用扉は急行系車両標準の幅広の片開き扉を継承し、客用扉間の2枚窓を二組組み合わせたデザインも3301形・3501形と同一であった。正面のデザインも3301形・3501形（鋼製車）を引き継いだ貫通扉つきの正面3枚窓で、左右の窓上に前照灯を取り付けていたほか、左右裾部には尾灯を取り付け、左右の窓の外側には雨樋が露出した状態で取り付けられており、車掌台側の雨樋の横には屋根上へのステップが取り付けられていた。
車内はロングシートで、3301形・3501形と同じ車内見付である。内装材にはデコラ板・ステンレス・アルミの採用で無塗装化を図った。化粧板の色は天井を白色、壁面を若葉色とし、8000系8011形の登場までの阪神の標準となった。
電動車にはパンタグラフを2基設置、その間には他形式と同様に箱型の通風器が搭載された。

## 主要機器
台車は急行系車両標準の住友金属工業FS-341を電動車の3601形に装着し、制御車の3701形には同台車のT車用である住友FS-31を装着している。T台車は基礎ブレーキにクラスプブレーキを採用した。このFS-341台車はこれ以降の急行系車両の標準台車となった。
主電動機は出力110kWの東洋電機製造製TDK-814-Aを4基搭載、制御器は3301形・3501形のPE-15-Aからジェットカーで採用実績のある昇圧対応の東芝製MCM形とされたほか、駆動装置も従来の直角カルダンから中空軸平行カルダンに変更された。

## 変遷

### 登場から昇圧前後
登場直後の3601・3701形は3301形・3501形と組んで3 - 5連で優等列車に充当され、輸送力の増強に当たるとともに、捻出した急行系小型車を伝法線（のちの西大阪線→阪神なんば線）運用に移管することで同線で運用されていた1101系各形式の置き換えに当たった。
1967年11月の昇圧時には、当初の計画どおり主回路を直列に接続して2両のうち片方を低圧車、もう片方を高圧車とする「おしどり昇圧方式」で対応された。奇数編成と偶数編成をMc車同士で連結させ、Tc - Mc + Mc - Tcの4連を編成、Mc車同士で2両ユニット化されるとともに連結面側のパンタグラフを撤去した。その後、使われなくなったMc車の運転台機器も撤去し中間電動車となった。
4連化後も、4連で優等列車に充当されることもあったほか、当時5連が最長両数であった特急にも、いずれかの先頭に単車走行可能な3301・3501・3521の各形式を連結して充当され、神戸高速鉄道開業後は山陽電気鉄道本線須磨浦公園駅までの直通運転にも充当された。また、ラッシュ時の特急6連運行が開始されると、増結相手に2連基本の3561形も加わった。

### 冷房改造及び制御器換装
阪神の車両冷房化は、1970年に製造された急行系7001形・7801形7840以降と普通系5261形5271 - 5274で開始された。1971年には7861形全車に対して冷房改造を実施、引き続いて1971年秋以降から、固定4連で特急運用に入る機会の多い本形式の冷房改造が実施され、同時に制御器の換装も実施されることとなった。

## 7601・7701形
| 7706 1987年 西宮駅 |  | 7606 1987年 西宮駅 |
| 7706 1987年 西宮駅 |  | 7606 1987年 西宮駅 |

3601・3701形は冷房化、4両固定化、制御装置換装、電気ブレーキ省略を含む改造を行い、形式を7601・7701形に変更した。

### 改造点
制御器を東芝製の電機子チョッパ制御装置であるBS-424-Aに換装した。併せて電気ブレーキを省略、ブレーキ装置をHSCに改造した。
阪神の急行系車両に搭載された電機子チョッパ制御は、後に同社の普通系車両に搭載されたものや他社の車両とも異なり、回生ブレーキを省略した力行専用のものであった。この方式では電力回生のメリットはないが、回路の無接点化や抵抗器の排除によるメンテナンスの軽減と熱源の排除、加速時の熱に変わる電力の節減には貢献するものであった。
中間に入ったMc車の運転台を完全に撤去し客室化した。同時に、編成の組み換えを実施、中間電動車の旧運転台部分で連結されていたのを改め、逆の連結面側で中間電動車同士を連結する形態に改めた。7701形については4両固定化の際に従来奇数番号が神戸寄り、偶数番号が大阪寄りだったものを逆転させた。冷房装置は分散式MAU-13Hを先頭車は7基、中間車は6基搭載した。固定編成間は棒連結器となった。
これらの改造は翌1972年5月までに完了し、同年の夏からは乗客に冷房サービスを提供することとなった。また、併結相手も7861形や冷房改造を済ませた7801形へと変わっていった。
1976年には車外スピーカーの取り付け改造を実施、1978年には列車無線装置を誘導無線方式からVHF方式に変更、1981年から1984年にかけて前面および側面に行先表示器の取り付け改造が実施された。

### 廃車
登場から30年、制御器換装からも20年近く経過した1980年代後半に入ると老朽化が目立つようになり、8000系の増備に伴って1989年より廃車が開始された。最後に残った7707Fも1991年9月30日付で廃車となり、本形式は消滅した。廃車後の保存車両および譲渡車両は存在しない。